# Acanthoptura simplicicollis
Acanthoptura simplicicollis là một loài bọ cánh cứng trong họ Cerambycidae.